# Christian von Brömbsen

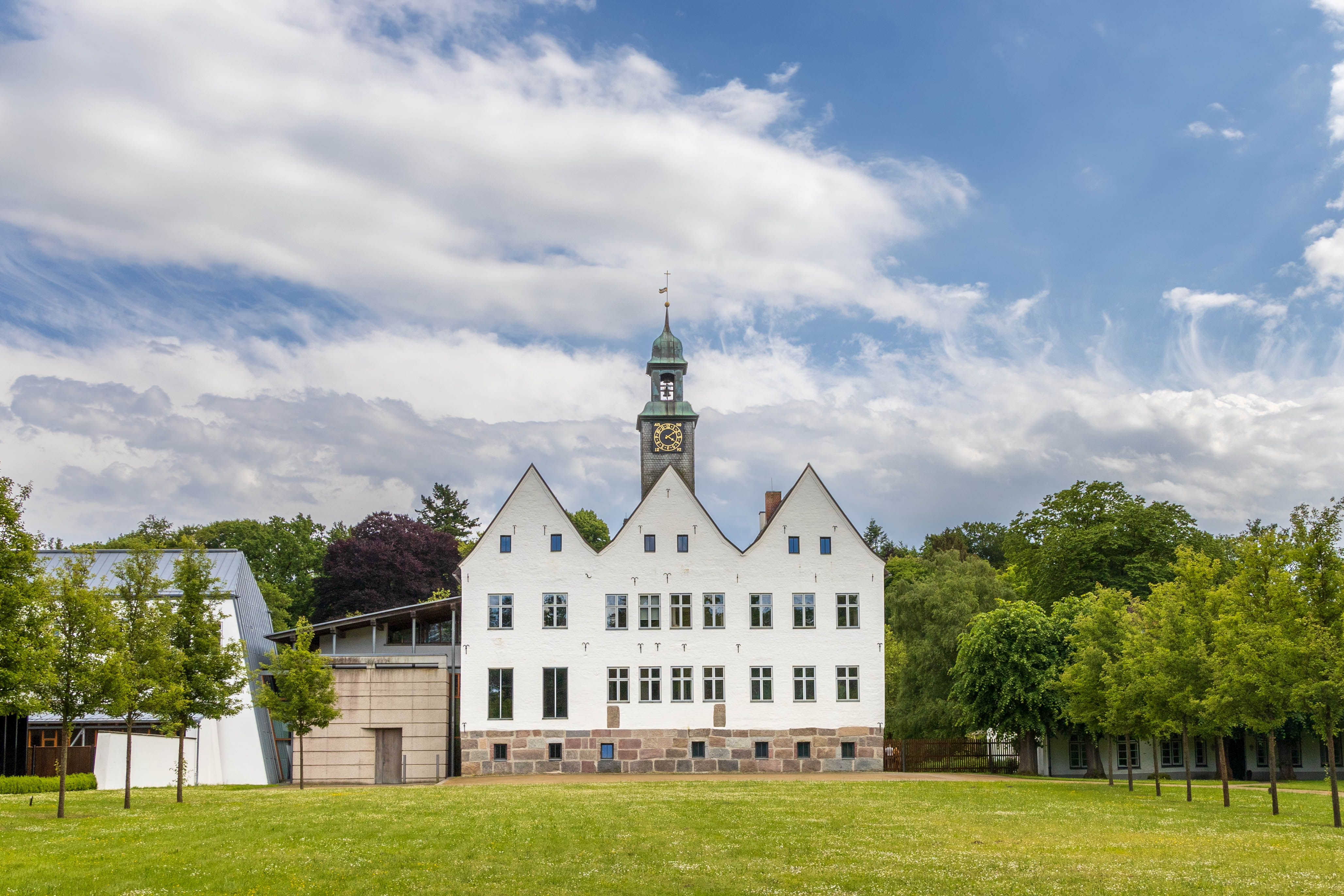
Landgoed Nütschau in Travenbrück, Duitsland

Christian von Brömbsen junior (1742 – 2 november 1808) was een van de burgemeesters van de Duitse Hanzestad Lübeck in de periode 1800-1808. Tot 1806 was Lübeck een Rijksstad, en vanaf 1806 was er de Franse bezetting door de troepen van keizer Napoleon Bonaparte.

## Levensloop
Hij was een telg uit het adellijk geslacht van de rijksvrijheren von Brömbsen, dat in de stad Lübeck een patriciërsgeslacht was. Zijn vader Christian von Brömbsen senior bezat het landgoed Nütschau van 1732 tot 1759. Van 1759 tot 1777 was hijzelf de eigenaar. Het landgoed Nütschau ligt in Travenbrück nabij Bad Oldesloe in Sleeswijk-Holstein.
In het jaar 1768 werd Brömbsen toegelaten tot de exclusieve club van patriciërs in Lübeck genaamd het Zirkelgesellschaft. 
Vanaf 1770 was Brömbsen majoor in dienst van het koninkrijk Denemarken.
In 1777 werd Brömbsen verkozen in de stadsraad van Lübeck. Er volgde een bevordering tot een van de regerende burgemeesters in 1800. Wanneer de Fransen Lübeck in bezit namen, werd Brömbsen aangesteld als burgemeester-voorzitter omwille van zijn anciënniteit (1806).
Hij was gehuwd met een dochter van handelaar Johann Christoph Weigel (1704-1777) die raadsheer was van Lübeck. Zij hadden geen mannelijke nakomelingen.
- Gemeinsame Normdatei: 1144333881
- Virtual International Authority File: 4253151112575937180003
- WorldCat: E39PBJrgDxqGTyTw96P63dgtKd